# Can Pere Fuster
Can Pere Fuster és un edifici del municipi de la Garriga (Vallès Oriental) inclòs en l'Inventari del Patrimoni Arquitectònic de Catalunya.

## Descripció
És una casa cantonera entre parets mitgeres. Consta de planta baixa i pis. Els portals d'entrada són rectangulars amb els angles superiors arrodonits i la llinda és de pedra. La casa està assentada damunt d'un sòcol de maçoneria concertada. Les obertures de la planta pis són rectangulars i estan encerclades per un marc de pedra. La coberta és a dues vessants.